# Ectopocynus
Ectopocynus ("perro extraño") es un género extinto de mamífero carnívoro (similar a un perro) de la familia de los Canidae que vivió en América del Norte durante el Oligoceno hace entre  33.3—16.0 millones de años.

Aunque un carnívoro, la dentición sugiere que este animal fue hipercarnívoro o mesocarnívoro.

## Taxonomía
Fue nombrado por Wang (1994). Su tipo es Ectopocynus simplicidens. Fue asignado a Canidae por Wang (1994) y Munthe (1998)
.

## Morfología
Legendre y Roth examinaron dos especímenes para averiguar su masa corporal. Se estimó que el primer espécimen pesaba 16,5 kg (36,4 lb). Se estimó que el segundo espécimen pesaba 15,2 kg (33,5 lb)